# Струнке, Ларис
Ларис Струнке (латыш. Laris Strunke; 10 февраля 1931, Рига — 27 октября 2020, Стокгольм) — шведский художник латышского происхождения. Член Королевской академии свободных искусств Швеции, офицер ордена Трёх Звезд.

## Биография
Родился в 1931 году в семье латвийского художника Никлава Струнке и его жены Ольги. Во время Второй Мировой войны, в 1944 году, семья Струнке эмигрировали как беженцы в Швецию. С 1952 по 1954 год учился в Académie Libre, затем с 1954 по 1959 год в Университете изобразительных искусств (Kungliga Konsthögskolan) в Стокгольме. С 1953 по 1961 год работал театральным декоратором.
Скончался 27 октября 2020 года в Стокгольме.
В 2014 году, режиссер Майя Смилдзиня сняла документальный фильм «Gleznotājs Laris Strunke»

## Творчество
Всю свою жизнь был художником-оформителем. В 1959 году состоялась первая персональная выставка в Шведско-французской художественной галерее в Стокгольме. После, Ларис Струнке провел множество персональных выставок в Швеции и Латвии, а также участвовал в групповых выставках в Швеции, Норвегии, Италии, Мексике, Дании, Венгрии, Китае, Финляндии, Канаде, Латвии, Исландии, Германии, Австралии и Бразилии.
В 2005 Струнке расписал потолок и алтарь в церкви Богородицы в Стокгольме.
Произведения Лариса Струнке находятся во многих частных и публичных художественных коллекциях Швеции — в Стокгольмском Музее современного искусства, Национальном музее Швеции, Художественном музее Гётеборга, Художественном музее Мальмё, Музее эскизов в Лунде, Художественном музее Вестероса, Художественной галерее Линчёпинга, Эскильстунском музее искусств, Лахольмском музее рисунка, а также в Венгерской национальной галерее в Будапеште, Латвийском Национальном художественном музее и в коллекции современного искусства Swedbank в Риге.

## Награды и звания
- Почетный член Шведской королевской академии художеств.
- Орден Трёх Звезд IV степени (2003, Латвия)
- Золотая медаль Союза художников Латвии (2002)
- Медаль Эгрона Лундгрена Шведской королевской академии художеств (2002)
- Медаль Принца Евгения (2001)